# Igriés
Igriés település Spanyolországban, Huesca tartományban. Igriés Huesca, Banastás és Nueno községekkel határos. Lakosainak száma 737 fő (2024).

## Népesség
A település népessége az utóbbi években az alábbiak szerint változott:
| Lakosok száma | 243  | 362  | 456  | 598  | 666  | 700  | 711  | 723  | 703  | 737  |
|               | 2001 | 2004 | 2006 | 2009 | 2011 | 2014 | 2016 | 2019 | 2021 | 2024 |